# دستور جنوب السودان
تمت صياغة الدستور الانتقالي لجمهورية جنوب السودان لعام 2011 من قبل لجنة صياغة الدستور لجنوب السودان. تم نشره في أبريل 2011.
صدقت الجمعية التشريعية لجنوب السودان على نسخة من الدستور في 7 يوليو 2011. دخل حيز التنفيذ في يوم استقلال جنوب السودان (9 يوليو 2011) بعد توقيعه من قبل رئيس الجمهورية. حل الدستور محل الدستور الانتقالي الحالي لجنوب السودان لعام 2005 . ينص الدستور على نظام حكم رئاسي يرأسه رئيس هو رئيس الدولة ورئيس الحكومة والقائد العام للقوات المسلحة.

## خلفية
بدأ العمل على دستور انتقالي في 21 يناير 2011 بتشكيل لجنة مراجعة فنية، مخولة بموجب مرسوم رئاسي، لتعديل الدستور الانتقالي لجنوب السودان لعام 2005. بعد استفتاء كانون الثاني / يناير 2011 لصالح الانفصال، اتفقت الحركة الشعبية لتحرير السودان الحاكمة والعديد من الأحزاب السياسية المعارضة على نطاق واسع على الحاجة إلى اعتماد دستور انتقالي على أساس (العلوم الإجتماعية) ICOSS ومصمم خصيصًا للسلطات والمسؤوليات المعززة لدولة ذات سيادة.
منذ البداية، اقتصرت عملية الصياغة على مراجعة فنية للعلوم الاجتماعية من شأنها حذف جميع الإشارات إلى السودان الموحد وإعادة صياغة الهياكل الحكومية القائمة في الجنوب على المستوى الإقليمي كمؤسسات لدولة قومية ذات سيادة. قبل فترة وجيزة من الاستقلال، قال وزير الشؤون القانونية والتطور الدستوري في حكومة جنوب السودان، السيد جون لوك جوك، رئيس اللجنة الفنية لمراجعة الدستور أن المرحلة الثانية من عملية مراجعة الدستور ستبدأ بعد الاستقلال.
في أبريل / نيسان 2011، قدمت لجنة المراجعة الفنية توصياتها بشأن الدستور الانتقالي إلى رئاسة جنوب السودان، إلى جانب مقترحاتها لوضع ميثاق سياسي دائم.

## روابط خارجية
- الدستور الانتقالي لجمهورية جنوب السودان، 2011 هذه الوثيقة غير المؤرخة، «غير الموثقة» (على سبيل المثال، لا يوجد في موقع الويب المصدر تاريخ محدد للوثيقة ولا توجد أي صياغة داخلية أو خارجية للوثيقة التي تصفها بأنها كونها المسودة المنقحة أو غير المنقحة الصادرة في أبريل 2011) تحمل ختم «حكومة جنوب السودان»، السلطة التي حكمت الجزء الجنوبي من السودان قبل حصوله على الاستقلال كجنوب السودان.
- الدستور الانتقالي لجمهورية جنوب السودان، 2011 ، 9 يوليو 2011. المصدر: برنامج "Refworld" التابع للمفوضية.
- Henneberg، Ingo (2012): مقارنة نصية للدستور الانتقالي لجنوب السودان (2005) والدستور الانتقالي لجمهورية جنوب السودان (2011) مقارنة نصية بواسطة جامعة فرايبورغ. DOI: 10.6094 / UNIFR / 12863.
- Henneberg، Ingo (2013). "Das politische System des Südsudans". Verfassung in Recht und Übersee. ج. 46 ع. 2: 174–196. DOI:10.5771/0506-7286-2013-2-174.